# Marian Wilk
Marian Julian Wilk (ur. 1940) – polski historyk i sowietolog, nauczyciel akademicki, profesor nauk humanistycznych, założyciel i rektor WSSM w Łodzi.

## Życiorys
W 1976 habilitował na Uniwersytecie im. Adama Mickiewicza w Poznaniu pracą pt. Moskiewski Komitet Wojenno-Przemysłowy 1915–1918. Studium z dziejów burżuazji rosyjskiej. Recenzentami pracy habilitacyjnej byli: Ludwik Bazylow, Ryszard Kołodziejczyk, Jerzy Ochmański, Janusz Pajewski. W 1989 uzyskał tytuł naukowy profesora nauk humanistycznych z rąk prezydenta PRL Wojciecha Jaruzelskiego. Wykładał na Wydziale Studiów Międzynarodowych i Politologicznych Uniwersytetu Łódzkiego. W 1997 założył Wyższą Szkołę Studiów Międzynarodowych i został jej rektorem. Otrzymał nagrodę „Europejczyk Roku 2007” w dziedzinie nauki, którą przyznaje Fundacja „Prawo Europejskie”.
W latach 90. związał się z partią Przymierze Samoobrona. Przed wyborami parlamentarnymi w 1993 był współzałożycielem komitetu wyborczego Samoobrona – Leppera. W wyborach tych bez powodzenia kandydował do Sejmu z listy tego ugrupowania, uzyskując 773 głosy w okręgu kaliskim.
W 2013 został laureatem Narody miasta Łodzi.

## Wybrane publikacje
- Stalin – biografia polityczna, Książka i Wiedza, Warszawa 1975,
- Piotr I: car-reformator, Książka i Wiedza, Warszawa 1975,
- Pierwsza pięciolatka w Związku Radzieckim: Problemy industrializacji 1928–1932, Zakład Narodowy im. Ossolińskich, Wrocław 1986,
- Rok 1917 w Rosji, WSiP, Warszawa 1987,
- Młode pokolenie w ZSRR, 1917–1927 , Książka i Wiedza, Warszawa 1987,
- Lata trosk i nadziei ZSRR w latach 1918–1941, WSiP, Warszawa 1988,
- Gruzin na Kremlu: biografia Stalina, Uniwersytet Łódzki, 1995,
- Włodzimierz Uljanow Lenin 1870–1924, WSSM, Łódź 2000,
- Dyplomacja, WSSM, Łódź 2002,
- Petersburg. Historia stara i nowa, WSSM, Łódź 2003,
- Jan Paweł II – w kręgu myśli politycznej i dyplomacji, WSSM, Łódź 2009,
- Rosja XXI wiek. Geopolityka, gospodarka, kultura, WSSM, Łódź 2013